# Overnight snow
Overnight snow is een studioalbum van Nick Fletcher en John Hackett. Het bevat kamermuziek van diverse componisten gearrangeerd naar klassieke gitaar en dwarsfluit. Het is opgenomen in de privégeluidsstudio van John Hackett. Het muzikale voorbeeld van Fletcher en Johns broer, Steve Hackett, speelt mee op een aantal tracks.

## Musici
- Nick Fletcher – gitaar
- John Hackett – dwarsfluit
- Steve Hackett – gitaar (22-24)

## Muziek
| Nr. | Titel                                                                       | onderverdeling                                    | Duur  |
| --- | --------------------------------------------------------------------------- | ------------------------------------------------- | ----- |
| 1.  | Chanson de matin opus 15.2 (Edward Elgar, Henk Kok)                         |                                                   | 2:56  |
| 2.  | Adagio uit Fluitkwartet K285 (Mozart, Franceso Smelzo)                      |                                                   | 2:11  |
| 3.  | Siciliano uit Fluitsonate BWC1031 (Bach)                                    |                                                   | 2:11  |
| 4.  | Maestoso uit Serenade opus 127 (Mauro Giuliani)                             |                                                   | 3:05  |
| 5.  | Sonate in a mineur, opus 1 nr. 4 (Händel, Karl Scheit)                      | Larghetto Allegro Adagio Allegro                  | 9:58  |
| 9.  | Partita in a mineur (Logy, Karl Scheit)                                     | Aria Capriccio Sarabande Gavotte Gigue            | 5:50  |
| 14. | Easy and pleasing pieces for flute and guitar (Mauro Giuliani)              | nr.1 Allegro moderato nr. 4 Allegretto spirituoso | 3:27  |
| 16. | Sonate K11 L352 (Scarlatti, Carlos Barbosa Lima)                            |                                                   | 2:55  |
| 17. | Alman (John Dowland, Karl Scheit)                                           |                                                   | 1:02  |
| 18. | Grisse his delight uit The school of musicke (Thomas Robinson, Karl Scheit) |                                                   | 1:10  |
| 19. | La fille aux cheveux de lin (Claude Debussy, Stephen Nesybo)                |                                                   | 2:43  |
| 20. | Freefall (John Hackett)                                                     |                                                   | 3:36  |
| 21. | Overnight snow (John Hackett)                                               |                                                   | 2:45  |
| 22. | Three Mediterranean sketches (Fletcher, Steve Hackett)                      | Dusk Moonlight Candelight                         | 13:42 |